# 霍根斯維爾 (喬治亞州)
霍根斯維爾（英語：Hogansville）是一個位於美國喬治亞州特魯普縣的城市。

## 地理
霍根斯維爾的座標為33°10′12″N 84°54′33″W / 33.17000°N 84.90917°W，而該地的平均海拔高度為217米（即712英尺）。

## 人口
根據2010年美國人口普查的數據，霍根斯維爾的面積為16.30平方千米，當中陸地面積為16.20平方千米，而水域面積為0.00平方千米。當地共有人口3060人，而人口密度為每平方千米187.73人。